# Estado Cumaná
El Estado Cumaná fue una antigua división administrativa de los Estados Unidos de Venezuela ubicada al norte del país, que abarcaba lo que hoy es el estado Sucre.

## División territorial
El Estado Cumaná estaba dividido en 1864 en los departamentos de Sucre, Bermúdez, Arismendi, Mariño, Rivero y Montes. Los departamentos a su vez estaban divididos en distritos y estos en parroquias.

## Historia
El Estado Cumaná se formó a raíz de la antigua Provincia de Cumaná. Actualmente representa el territorio que conforma el Estado Sucre.